# 薩西庫拉克河 (奧比季奇納河支流)
薩西庫拉克河（烏克蘭語：Сасикулак），是烏克蘭的河流，位於該國東南部，發源自拉多利夫卡西北面，流經扎波羅熱州，屬於奧比季奇納河的支流，河道全長11.5公里，流域面積31.3平方公里。